# 쇼테이왕
쇼테이왕(일본어: 尚貞王 상정왕[*]; 1646년 1월 22일 ~ 1709년 8월 18일)은 류큐왕국 제2쇼씨 왕조의 제11대 류큐 국왕(재위: 1669년 ~ 1709년)이자 제17대 류큐 국왕이다. 쇼시쓰왕의 아들이다.

## 가족
- 아버지: 쇼시쓰왕(尚質王)
- 어머니: 미사토아지카나시 쇼씨 하쿠소(美里按司加那志 向氏栢窓, 아명은 마마츠가네 真松金)
- 배우자:
  - 왕비: 키코에오오기미카나시 쇼씨 겟신(聞得大君加那志 向氏月心, 아명은 오모마쯔루가네 思真鶴金)
  - 계비(繼妃): 마카베아지카나시 호씨 지온(真壁按司加那志 方氏慈恩, 아명은 마카토타루가네 真加戸樽金)
  - 처(妻): 타케토미아고모시라레 바씨 센기쿠(武富阿護母志良礼 馬氏仙岳, 아명은 오모토가네 思戸金)
- 자녀:
  - 장남: 왕세자 쇼준(尚純)
  - 차남: 쇼케이(尚経, 일본 이름: 토미구스쿠왕자 쵸료 豊見城王子朝良)
  - 삼남: 쇼코(尚綱, 일본 이름: 오로쿠왕자 쵸키 小禄王子朝奇)
  - 사남: 쇼기(尚紀, 일본 이름: 미사토왕자 쵸테이 美里王子朝禎)
  - 장녀: 마쯔도옹주 쇼씨 카소(松堂翁主 尚氏花叢, 아명은 오모타케타루가네 思武樽金)
  - 차녀: 옹주 쇼씨 요신(翁主 尚氏窈心, 아명은 오모마쯔루가네 思真鶴金)
  - 삼녀: 우치마옹주 쇼씨 겟케이(内間翁主 尚氏月桂, 아명은 오모마요니가네 思真世仁金)
  - 사녀: 시키나옹주 쇼씨 즈이카(識名翁主 尚氏瑞嘉, 아명은 오모마나베타루가네 思真鍋樽金)
  - 오녀: 아무로옹주 쇼씨 콘토쿠(安室翁主 尚氏坤徳, 아명은 오모마마츠가네 思真松金)

## 같이 보기
- 도쿠가와 쓰나요시

| 전임자 쇼시쓰왕 | 제17대 류큐왕국 국왕 1669년 ~ 1709년 | 후임자 쇼에이왕 |